# Manuela Derr
Pour les articles homonymes, voir Derr (homonymie).
Manuela Derr, née le 17 juillet 1971 à Neubrandenbourg (Mecklembourg-Poméranie-Occidentale), est une athlète allemande qui, courant pour la République démocratique allemande, a remporté le titre en relais 4 × 400 m aux championnats d'Europe de Split en 1990 avec ses compatriotes Annett Hesselbarth, Grit Breuer et Petra Schersing.
En 1992, Manuela Derr, ainsi que ses camarades d'entraînement du SC Neubrandenburg Katrin Krabbe et Grit Breuer ont été suspendues pour onze mois par la fédération allemande d'athlétisme pour prise de produits dopants, en l'occurrence du clenbuterol. L'IAAF a prolongé la suspension à trois ans, jusqu'en 1995.
Manuela Derr faisait partie du SC Neubrandenbourg et avait en compétition un poids de forme de 55 kg pour 1.73 m.

## Palmarès

### Championnats d'Europe d'athlétisme
- Championnats d'Europe d'athlétisme de 1990 à Split ( Yougoslavie)
  -  Médaille d'or en relais 4 × 400 m

### Championnats du monde junior d'athlétisme
- Championnats du monde junior d'athlétisme de 1988 à Sudbury ( Canada)
  - 5e sur 400 m
  -  Médaille d'or en relais 4 × 400 m en 3 min 28 s 39, record d'Europe juniors
- Championnats du monde junior d'athlétisme de 1990 à Plovdiv ( Bulgarie)
  -  Médaille de bronze sur 400 m
  - 4e en relais 4 × 400 m

### Championnats d'Europe Junior d'athlétisme
- Championnats d'Europe Junior d'athlétisme de 1989 à Varaždin ( Yougoslavie)
  -  Médaille de bronze sur 100 m
  -  Médaille d'or sur 200 m
  -  Médaille de bronze en relais 4 × 100 m
  -  Médaille d'or en relais 4 × 400 m

## Sources
- (de) Cet article est partiellement ou en totalité issu de l’article de Wikipédia en allemand intitulé « Manuela Derr » (voir la liste des auteurs).